# کوین اولیویرا
کوین اولیویرا (انگلیسی: Kévin Oliveira؛ زادهٔ ۸ ژوئن ۱۹۹۶) بازیکن فوتبال اهل پرتغال است.
از باشگاه‌هایی که در آن بازی کرده‌است می‌توان به باشگاه فوتبال اسپورتینگ کوویلیا اشاره کرد.
وی همچنین در تیم ملی فوتبال کیپ ورد بازی کرده‌است.